# São José do Hortêncio
Pour les articles homonymes, voir São José.
São José do Hortêncio est une ville brésilienne de la mésorégion métropolitaine de Porto Alegre, capitale de l'État du Rio Grande do Sul, faisant partie de la microrégion de Montenegro et située à 66 km au nord-ouest de Porto Alegre. Elle se situe à une latitude de 29° 31′ 43″ sud et à une longitude de 51° 15′ 05″ ouest, à 100 m d'altitude. Sa population était estimée à 4 804 en 2019, pour une superficie de 63,693 km2. L'accès s'y fait par la BR-116, RS-122 et RS-865.
Le toponyme de São José do Hortêncio est un hommage rendu à Saint Joseph (São José, en Portugais), saint patron de l'Église catholique, et à Hortêncio Leite de Oliveira, un Portugais qui avait ses terres localisées sur la voie d'accès à la localité. 
L'origine de la commune remonte à 1828, quand se forma un premier noyau d'habitations sur le territoire de l'actuelle São José do Hortêncio. Les immigrants allemands avaient coutume d'appeler l'endroit Portugieserschneiss ("chemin des Portugais" - Picada dos Portugueses, en portugais).
Tous les deux ans a lieu dans la municipalité la Fête du manioc.

## Villes voisines
- Feliz
- Linha Nova
- Picada Café
- Presidente Lucena
- Lindolfo Collor
- Portão
- São Sebastião do Caí